# Памятник стратегической ракете 15А15
Памятник стратегической ракете 15А15 — технический памятник в городе Байконуре.
Установлен в октябре 2001 года в парке Мира, на улице академика Янгеля.

## История
Советская жидкостная, двухступенчатая межконтинентальная баллистическая ракета МР УР-100, получившая индекс 15А15, входившая в состав стратегического ракетного комплекса шахтного базирования 15П015, была создана для частичной замены МБР легкого класса УР-100.
Приказ Министерства общего машиностроения «О разработке ракетного комплекса 15А15 с выходом на АКИ в 1973 году» был подписан в сентябре 1970 года. Головным разработчиком было определено КБ «Южное» в городе Днепропетровске, которое возглавлял М. К. Янгель.
Первый пуск ракеты состоялся на Байконуре 26 декабря 1972 года, а в декабре 1974 года испытания были успешно завершены. 30 декабря 1975 года ракетный комплекс МР УР-100 был принят на вооружение РВСН СССР, и оставался в строю вплоть до 1994 года.
В память об этих событиях и в честь 90-летия со дня рождения главного конструктора КБ «Южное», дважды Героя Социалистического Труда, академика Михаила Кузьмича Янгеля, в октябре 2001 года, в парке Мира города Байконура, на двойной постамент была установлена транспортировочная платформа с ТПК стратегической ракеты 15А15.
Туда же, был перенесён и бюст академика Янгеля, ранее располагавшийся на пересечении проспекта Королёва с улицей Ниточкина.

## Описание
Памятник представляет собой подлинный транспортно-пусковой контейнер стратегической ракеты 15А15 (МР УР-100) на транспортировочной платформе, покрашенный в зелёный цвет, и установленный на двойной бетонный постамент, отделанный керамической плиткой.
На постаменте закреплена аннотационная доска с текстом:
| Межконтинентальная двухступенчатая жидкостная ракета легкого класса 15А15 (SS-17). Разработчик — конструкторское бюро «Южное» им. М. К. Янгеля г. Днепропетровск Стартовый вес ракеты, т — 71,20 Вес полезного груза, т — 2,51 Дальность полета, км — 10000 Боевой ракетный комплекс с ракетой 15А15 находился на вооружении с 1975 г. по 1994 г. Монумент установлен в честь 90-летия со дня рождения главного конструктора КБ «Южное», дважды Героя Социалистического Труда, лауреата ленинской и государственной премий, академика, МИХАИЛА КУЗЬМИЧА ЯНГЕЛЯ |